# Tötung von George Floyd

Tatort am 30. Mai 2020, fünf Tage nach dem Ereignis

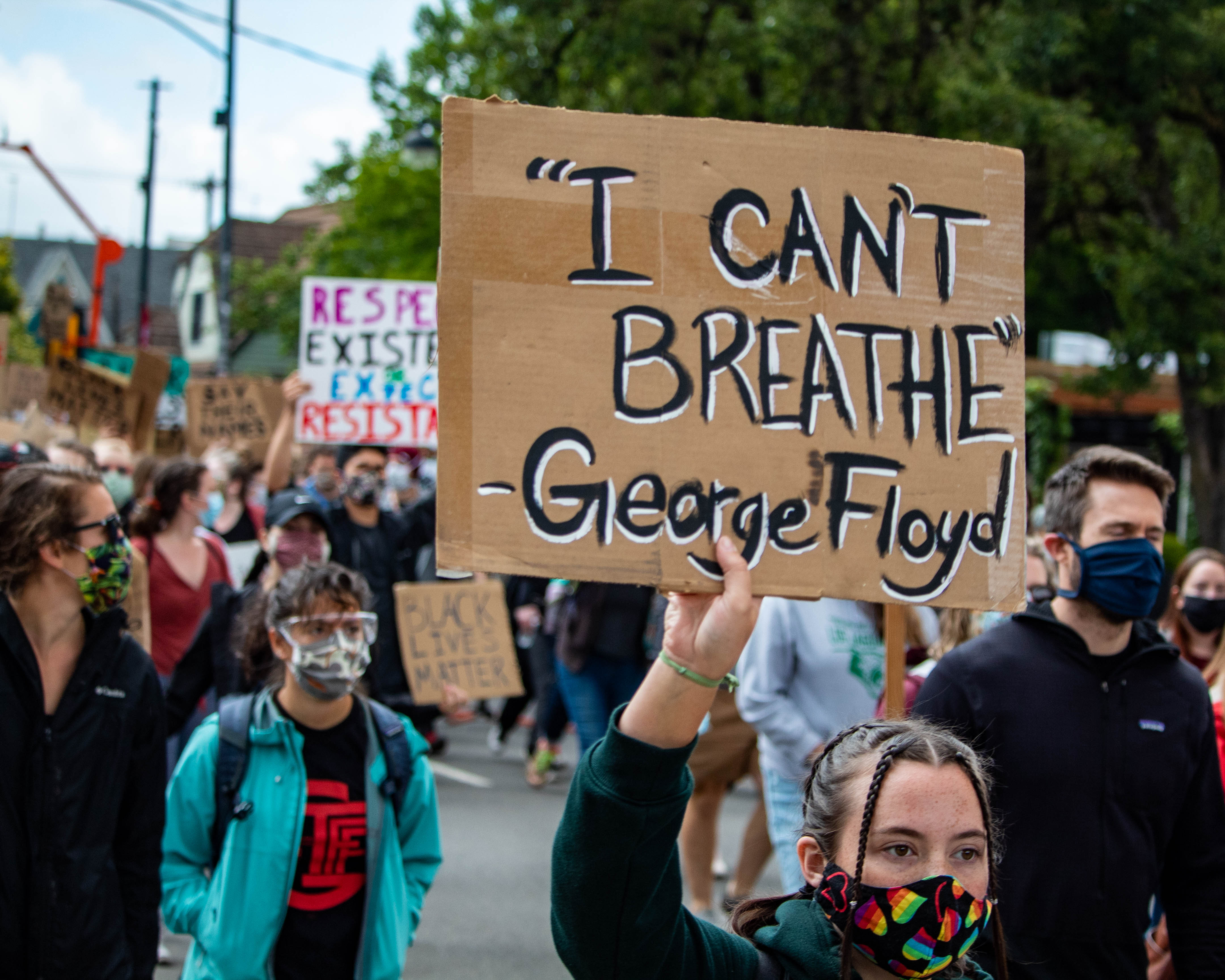
Demonstration in Eugene, Oregon, am 7. Juni 2020

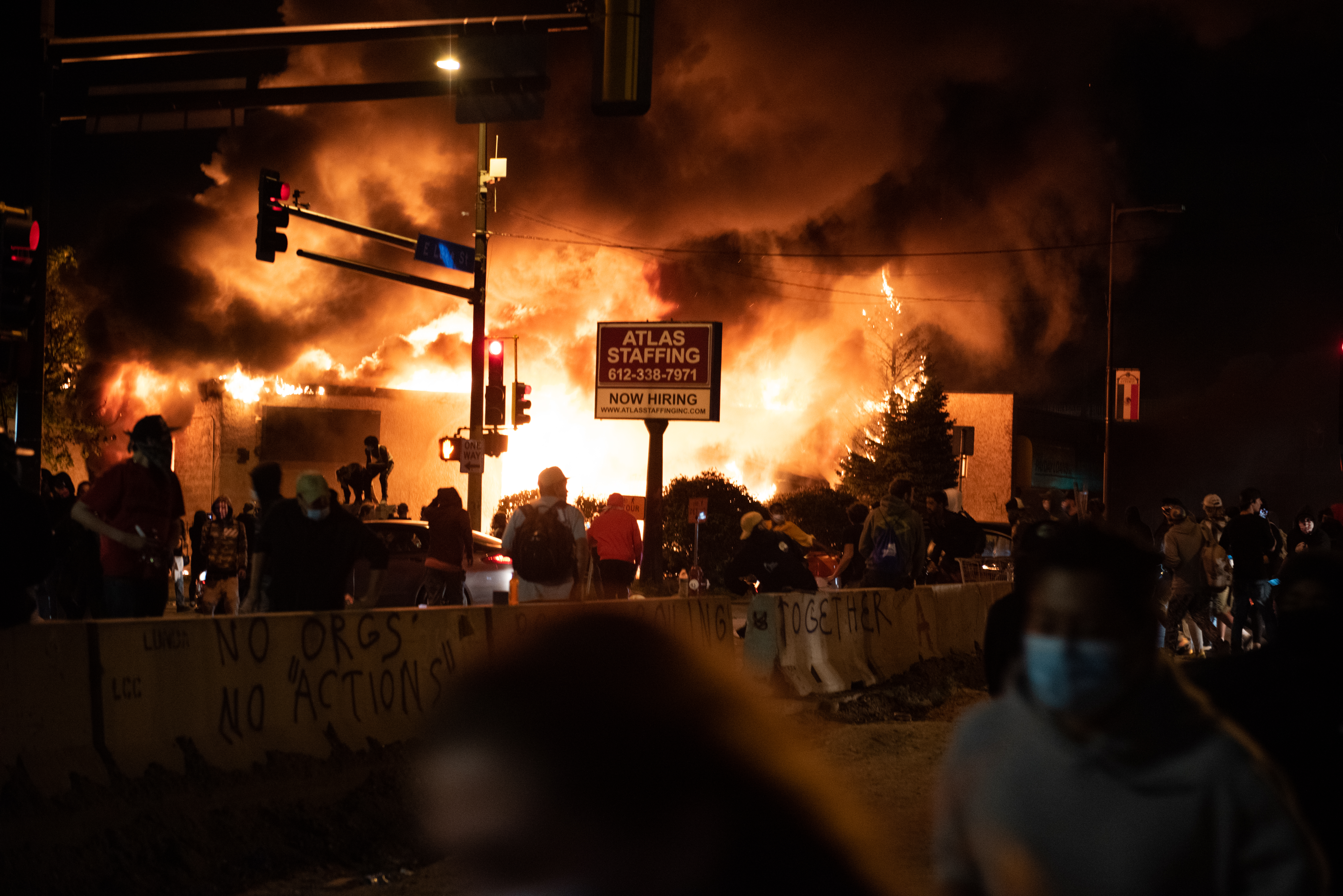
Ausschreitungen in Minneapolis

Die Tötung von George Floyd ereignete sich am 25. Mai 2020 in Minneapolis im US-Bundesstaat Minnesota: Der weiße Polizeibeamte Derek Chauvin tötete bei der Festnahme den am Boden liegenden 46-jährigen Afroamerikaner George Perry Floyd, indem er neun Minuten und 29 Sekunden lang mit einem Teil seines Körpergewichts auf seinem Hals kniete und ihm trotz zahlreicher Bitten Floyds und umstehender Zeugen um Unterlassung bis zu seinem Tod die Atemwege abdrückte. Drei weitere Polizisten schritten nicht ein und leisteten keine Erste Hilfe. Ein durch eine Passantin aufgenommenes Video des Vorfalls sorgte weltweit für Aufsehen.
Die vier an dem Einsatz beteiligten Polizeibeamten wurden nach Bekanntwerden des Vorfalls entlassen und wegen des Verdachts auf ein Tötungsdelikt in Untersuchungshaft genommen. Unmittelbar auf den Vorfall folgende großflächige Proteste infolge des Todes von George Floyd in den Vereinigten Staaten und weltweit richteten sich gegen Polizeiwillkür und Rassismus und standen unter dem Motto „Black Lives Matter“. Nach Ausschreitungen und Plünderungen, bei denen mehrere Menschen starben, wurden ab Ende Mai 2020 in 40 US-Städten Ausgangssperren verhängt und die Nationalgarde wurde eingesetzt. Dabei kam es zu weiteren Fällen von Polizeigewalt, die als unverhältnismäßig kritisiert wurde.
Im April 2021 wurde der Hauptangeklagte Derek Chauvin der Körperverletzung mit Todesfolge, der nicht vorsätzlichen Tötung und der fahrlässigen Tötung für schuldig befunden. Im Juni 2021 wurde er zu einer Freiheitsstrafe von 22,5 Jahren verurteilt. Chauvin legte gegen dieses Urteil Berufung ein, die von einem Berufungsgericht in Minnesota und im November 2023 auch vom Obersten Gerichtshof der Vereinigten Staaten zurückgewiesen wurde. Die Strafprozesse gegen Lane, Kueng und Thao endeten mit mehrjährigen Haftstrafen.
Im Mai 2021 wurden die vier Polizisten, die an der tödlich endenden Festnahme von George Floyd beteiligt waren, auch vor einem Bundesgericht angeklagt. Die Männer wurden beschuldigt, vorsätzlich die verfassungsmäßigen Rechte Floyds verletzt zu haben. Chauvin erkannte im Dezember 2021 hier seine Schuld an. Im Februar 2022 befand ein Bundesgericht in Saint Paul (Minnesota) auch seine drei Kollegen für schuldig. Chauvin wurde im Juli 2022 zu weiteren 21 Jahren Haft verurteilt. Im Juli und August 2022 verurteilte ein Bundesrichter Chauvins drei Kollegen zu Haftstrafen: James Kueng zu drei Jahren Gefängnis, Tou Thao zu 3,5 Jahren und Thomas Lane zu 2,5 Jahren.

## Verlauf

### Polizeieinsatz und Tötung George Floyds
Am 25. Mai 2020, an dem in den USA der Memorial Day begangen wurde, kaufte der 46-jährige Afroamerikaner George Perry Floyd kurz vor 20:00 Uhr bei „Cup Foods“, einem Lebensmittelgeschäft an der Chicago Avenue in Minneapolis, eine Schachtel Zigaretten. Anschließend stieg er in seinen auf der anderen Straßenseite geparkten Pkw. Der 20-Dollar-Schein, mit dem Floyd bezahlt hatte, wurde im Laden für falsch gehalten. Zwei Mitarbeiter folgten Floyd deshalb zu seinem Auto und forderten die Herausgabe der Zigaretten. Floyd weigerte sich jedoch, diese zurückzugeben. Ein Mitarbeiter rief daraufhin die Polizei, wozu Geschäfte bei Verdacht auf Falschgeld in Minnesota verpflichtet sind. Beim Telefongespräch mit der Polizei schilderte der Mitarbeiter, dass Floyd in einem blauen Fahrzeug vor dem Laden sitze. Er äußerte den Verdacht, dass Floyd „schrecklich betrunken“ sei.
Daraufhin begab sich ein Streifenwagen, besetzt mit den beiden Polizeibeamten James Kueng und Thomas Lane, zu „Cup Foods“. Gegen 20:08 Uhr betraten die beiden das Geschäft und gingen kurz darauf auf die gegenüberliegende Straßenseite zum Pkw von George Floyd. In dem SUV befanden sich außer Floyd noch zwei weitere Erwachsene. Lane bewegte sich zur Fahrerseite und klopfte mit seiner Taschenlampe an das Seitenfenster. Als Floyd nicht reagierte, richtete Lane seine Schusswaffe auf ihn. Er forderte ihn auf, seine Hände auf das Lenkrad zu legen (“Put your fucking hands up right now!”). Zu diesem Zeitpunkt hatten die Beamten Floyd noch nicht über den Grund ihres Einsatzes informiert. Floyd folgte den Anweisungen von Kueng und Lane teilweise widerwillig, begann zu weinen und erwähnte mehrmals, dass schon in der Vergangenheit auf ihn geschossen worden sei. Eine Freundin Floyds, die sich auf dem Rücksitz seines Pkw befand, bestätigte dies. Die Beamten beabsichtigten dann, Floyd festzunehmen, weiterhin ohne Angabe eines Grundes. Nachdem Lane Floyd erfolglos aufgefordert hatte, aus seinem Pkw auszusteigen, zog er ihn aus dem Fahrzeug. Dabei kam es zu einer Rangelei. Lane legte Floyd Handschellen an. Floyd flehte Lane viele Male an, ihn nicht zu erschießen (“Please don’t shoot me, Mr. Officer. Please, don’t shoot me man. Please. Can you not shoot me, man?”). Lane fragte Floyd und dessen Freundin, warum er sich fahrig verhalte und ob er unter Drogeneinfluss stehe. Die Freundin antwortete, dass Floyd so reagiere, wenn eine Waffe auf ihn gerichtet werde. Floyd selbst entgegnete, dass er nichts Falsches getan habe und verängstigt sei (“I am scared, man”).
Um 20:12 Uhr setzte Lane den Festgenommenen vor einem Restaurant auf den Boden. Dort kam es zu einem kurzen Gespräch, in dem Lane Floyd nun den Grund seiner Festnahme erklärte und ihn nach seiner Identität fragte. Floyd weinte weiterhin. Als Lane ihn erneut fragte, ob er etwas „eingenommen“ habe, gab Floyd Drogenkonsum zu. Kurz darauf wurde Floyd von den beiden Polizisten Lane und Kueng über die Straße zu ihrem Streifenwagen geführt. Auf der anderen Straßenseite versteifte Floyd sich und ging zu Boden. Er wurde daraufhin von den beiden Polizisten wieder hochgehoben und gegen die Tür des Streifenwagens gedrückt. Floyd gab an, gerade erst von COVID-19 genesen und klaustrophobisch zu sein. Er bat darum, auf dem Boden liegen zu dürfen. Die Polizisten versuchten, Floyd auf dem Rücksitz des Streifenwagens zu platzieren, wogegen sich Floyd zunächst zur Wehr setzte. Er bot an, vorne im Wagen Platz zu nehmen, was die Beamten ihm jedoch nicht erlaubten. Als der Beamte Kueng den sich widersetzenden Floyd über den Rücksitz des Streifenwagens auf die andere Seite des Fahrzeugs zog, äußerte dieser zum ersten Mal, dass er nicht atmen könne (“I can’t breathe”).
In der Zwischenzeit war ein zweiter Streifenwagen mit den beiden Polizeibeamten Derek Chauvin und Tou Thao eingetroffen. Der Dienstälteste Chauvin übernahm das Kommando. Während des erneuten Gerangels hatte Floyd aus dem Mund zu bluten begonnen. Derek Chauvin fixierte Floyd ab etwa 20:19 Uhr auf der Straße. Floyd leistete keinen Widerstand.
Mehrere Personen begannen, die Szene zu filmen. Die Videos zeigen, wie Chauvin sein linkes Knie auf Floyds Hals drückt – eine Praxis, die in Minneapolis und den meisten anderen Polizeidepartements der USA verboten ist. Zu sehen ist außerdem, dass seine Kollegen Kueng und Lane gleichzeitig Druck auf Floyds Körper bzw. Beine ausüben, während Thao neben ihnen steht und Passanten zurückhält. Als Floyd immer wieder äußert “I can’t breathe!” („Ich kann nicht atmen!“), bittet ein Passant die Beamten, ihn atmen zu lassen. Floyd warnt außerdem, er werde gleich sterben, woraufhin ihn Thao auffordert, sich zu entspannen.
Die vor Ort anwesenden Polizeibeamten riefen einen Krankenwagen – zunächst ohne den Einsatz als Notfall zu deklarieren. Bei einer erneuten Meldung stuften sie den Einsatz zu einem Notfall hoch. Chauvin presste sein Knie auch nach der Alarmierung des Krankenwagens weiterhin auf Floyds Hals. Als ein Passant Floyd zurief, er solle in den Streifenwagen gehen, antwortete Floyd, dass er dies nicht könne und dass sein Bauch, sein Hals, sein Gesicht und alles andere schmerzen würden. Zudem bat er um Wasser und flehte erneut, dass man ihn nicht töten möge. Mehrmals rief er: „Mama, Mama, Mama.“ Als Kueng entgegnete, dass Floyd sprechen könne und dies ein Zeichen sei, dass es ihm gut gehe, widersprach ihm einer der Zeugen und forderte die Beamten auf, Floyd in den Streifenwagen zu setzen. Er warf ihnen zudem vor, die Situation zu genießen.
Um 20:25 Uhr verlor George Floyd das Bewusstsein. Passanten wiesen die Beamten auf diesen Umstand hin und forderten sie auf, seinen Puls zu prüfen. Kueng fühlte daraufhin sein Handgelenk, konnte jedoch keinen Puls finden. Die drei Polizeibeamten blieben weiterhin auf Floyd sitzen und machten keinerlei Versuche, Erste Hilfe zu leisten. Laut der späteren Anklage gegen Chauvin wurde er von Lane gefragt, ob sie Floyd auf die Seite legen sollten, was Chauvin jedoch verneinte. Floyd hatte zuvor fast 30 Mal angegeben, dass er nicht atmen könne.
Gegen 20:27 Uhr erreichte ein Krankenwagen den Ort des Geschehens. Ein Sanitäter fühlte erneut vergeblich nach Floyds Puls. Der Polizist Chauvin ließ sein Knie nach Ankunft des Krankenwagens noch fast eine Minute auf Floyds Hals. Laut späterer Anklage befand sich das Knie dort insgesamt über einen Zeitraum von 8 Minuten und 46 Sekunden, davon nach Angaben der Strafverfolger 2 Minuten 53 Sekunden nach Eintreten der Bewusstlosigkeit Floyds. Später gestand die Staatsanwaltschaft einen Rechenfehler ein und gab die Gesamtdauer mit 7 Minuten und 46 Sekunden an. Im Prozess argumentierte der Staatsanwalt Jerry Blackwell mit einer Gesamtdauer von 9 Minuten und 29 Sekunden.
Gegen 20:29 Uhr wurde der bewusstlose Floyd in den Krankenwagen gebracht und abtransportiert. Wiederbelebungsversuche blieben erfolglos. Um 21:25 Uhr wurde George Floyd in der Notaufnahme des örtlichen Krankenhauses für tot erklärt.
Im weiteren Verlauf gab die Polizei eine Pressemitteilung mit Titel „Mann stirbt an medizinischem Vorfall während Interaktion mit der Polizei“ heraus. Nach dieser Darstellung eines Polizisten, der nach eigenen Angaben die Bodycams der beteiligten Polizisten nicht angesehen hatte, legten diese einem unter Drogen stehenden Mann nach Widerstand Handschellen an und erkannten einen medizinischen Notfall, woraufhin der Mann im Krankenhaus verstarb. Die Umstände des Todes sowie das mehr als neun Minuten dauernde Knien Chauvins auf dem Hals von Floyd wurden in der Darstellung nicht erwähnt.

### George Floyd

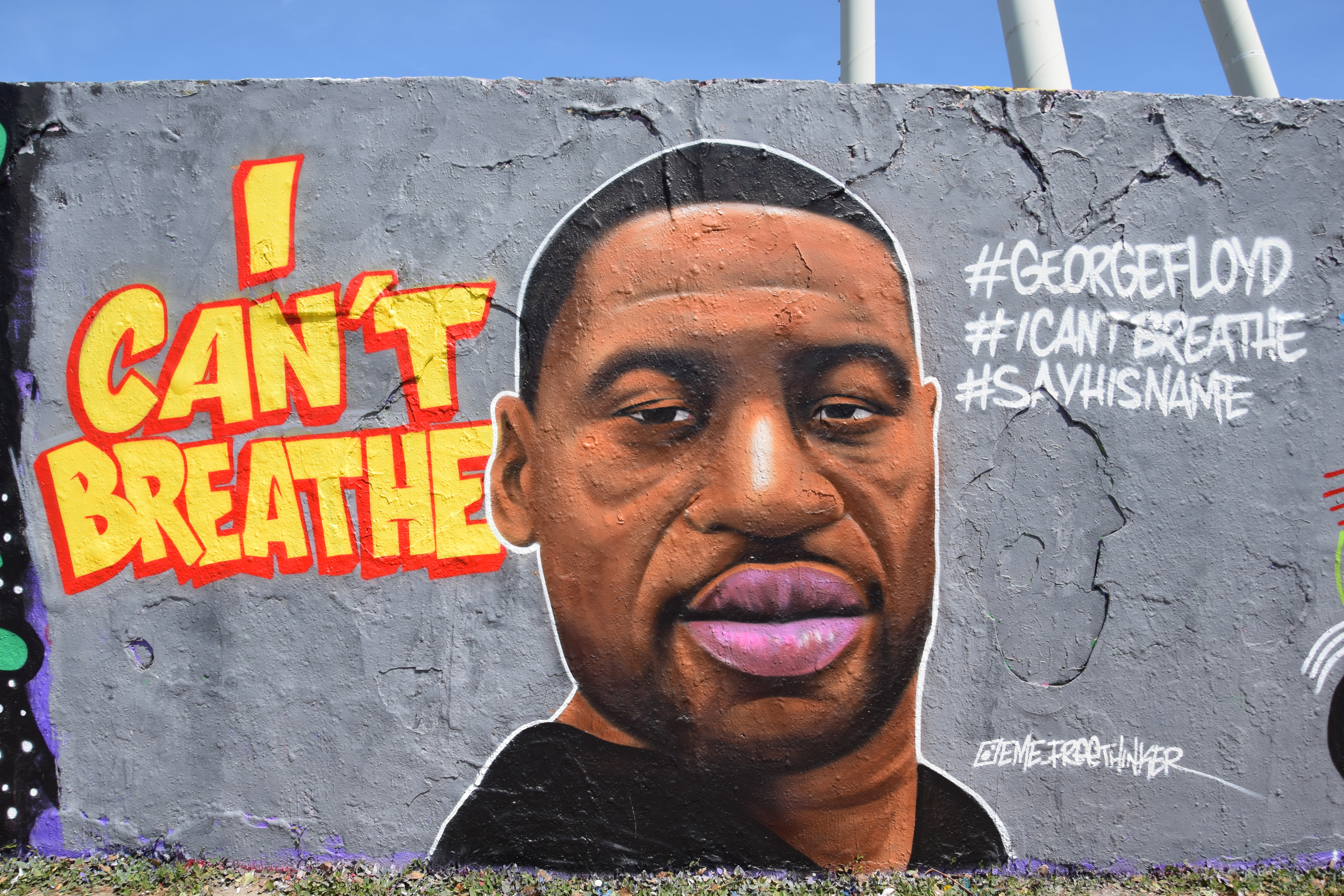
Ein Porträt zum Gedenken an George Floyd im Mauerpark in Berlin von einem Straßenkünstler, Mai 2020

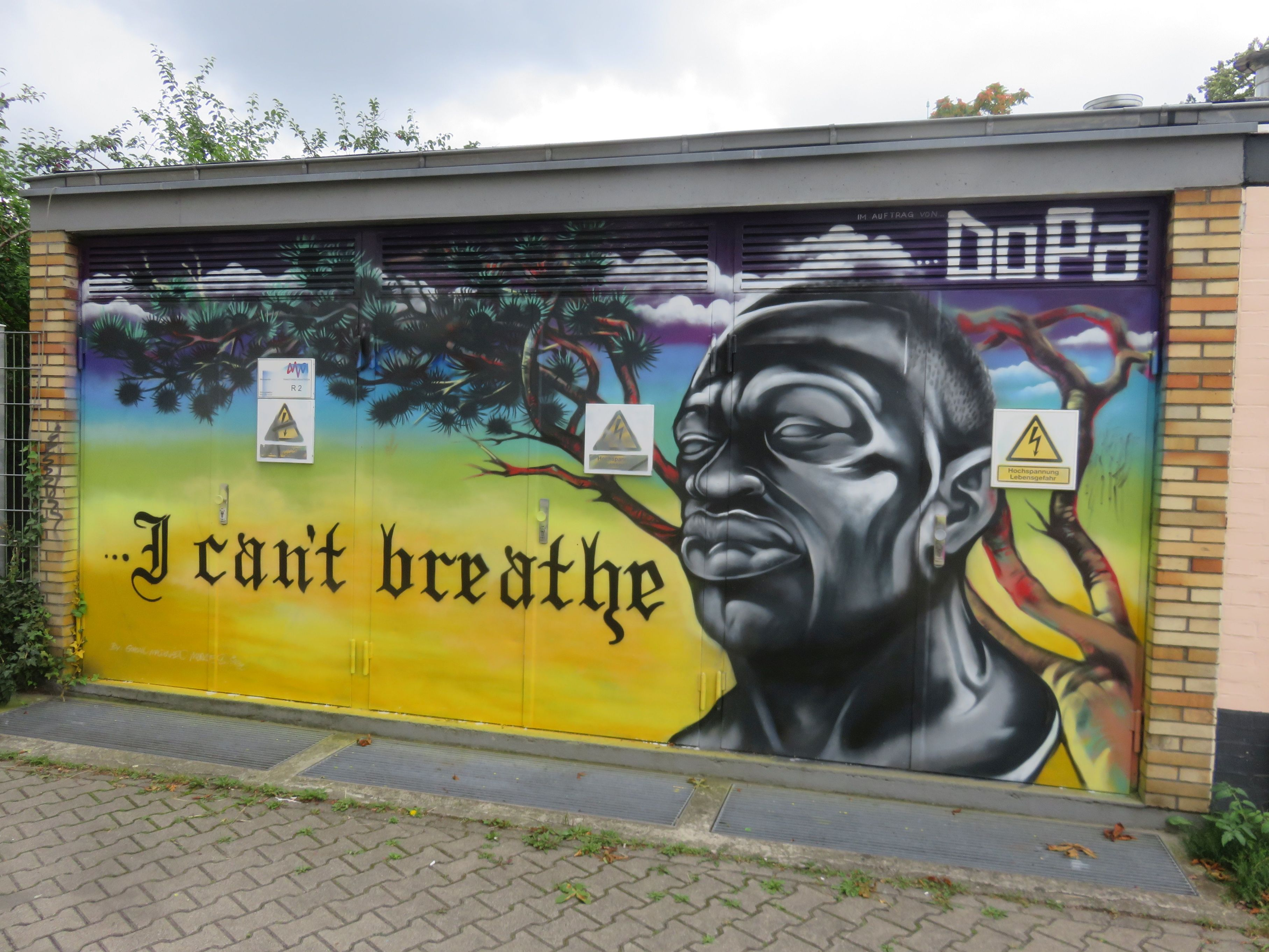
George-Floyd-Graffiti im Mannheimer Stadtteil Neckarstadt-Ost

George Perry Floyd wurde am 14. Oktober 1973 in Fayetteville im Bundesstaat North Carolina geboren. Er wuchs im Bundesstaat Texas bei seiner Mutter in der Sozialbausiedlung Cuney Homes in einem afroamerikanisch geprägten Viertel von Houston auf, besuchte dort die Yates High School und spielte 1992 als Tight End in deren American-Football-Team. Nach seiner Highschoolzeit erhielt Floyd ein Basketballstipendium am South Florida State College in der Nähe von Avon Park. Im August 1997 brach er das Studium ab und kehrte nach Houston zurück. Daraufhin schrieb er sich an der Texas A&M University in Kingsville ein, wo er ebenfalls Basketball spielte und das Studium nach einiger Zeit erneut abbrach. Bei DJ Screw nahm er als „Big Floyd“ mehrere Rap- und Hip-Hop-Stücke auf.
Im Zeitraum von 1997 bis 2007 wurde Floyd nach Recherchen der Daily Mail im Gerichtsbezirk Harris County neun Mal wegen Straftaten verurteilt, darunter waren Drogendelikte, Diebstahl, Hausfriedensbruch, Weigerung der Identifizierung gegenüber einem Polizeibeamten sowie Raub mit einer tödlichen Waffe. Nach mehreren Gefängnisaufenthalten von jeweils unter einem Jahr wurde Floyd wegen des bewaffneten Raubes mit Komplizen im Jahr 2009 zu fünf Jahren Gefängnis verurteilt. Nach seiner Haftentlassung 2014 zog er für ein Arbeitsprogramm der Kirche nach Minneapolis. Dort arbeitete er zunächst in einer Einrichtung der Heilsarmee in der Innenstadt als Wachmann. Seine Freundin Courteney Ross war dort Lehrerin an der Edison High School und unterrichtete auch den später bei einem Polizeieinsatz getöteten Daunte Wright. Später war er auch als Lastwagenfahrer tätig. Seine letzte Beschäftigung als Sicherheitskraft in einem mexikanischen Nachtclub in Minneapolis hatte er aufgrund der Maßnahmen gegen die COVID-19-Pandemie verloren. Floyd war Vater von fünf Kindern sowie Großvater zweier Enkel.
Der Rapper Trae tha Truth, der frühere NBA-Basketballer Stephen Jackson und der Bischof von Gaborone in Botswana, Franklyn Atese Nubuasah, waren nach Medienberichten gute Freunde Floyds. Als gläubiger Christ war er in seiner Kirchengemeinde aktiv.

### Täter und Beteiligte
An den polizeilichen Maßnahmen gegen George Floyd waren vier Beamte direkt beteiligt. Alle vier wurden nach dem Tod Floyds aus dem Polizeidienst entlassen und eines Tötungsdelikts bzw. der Beihilfe zu diesem angeklagt und festgenommen.
Derek Michael Chauvin, zum Zeitpunkt der Tat 44 Jahre alt, wuchs in bescheidenen Verhältnissen in West St. Paul im Bundesstaat Minnesota auf. Seine Mutter war Hausfrau, sein Vater Buchhalter. Als Chauvin sieben Jahre alt war, ließen sich seine Eltern scheiden. Innerhalb von fünf Jahren besuchte er vier unterschiedliche Grundschulen. Nach dem Abschluss der Park High School in Cottage Grove arbeitete Chauvin zunächst als Koch, unter anderem für eine Fast-Food-Kette. Später trat er der US-Army bei und war dort für die Militärpolizei tätig. Zeitweise versah Chauvin seinen Dienst im bayerischen Hohenfels. 2001 begann Chauvin seine Tätigkeit bei der Polizeibehörde von Minneapolis.
Nach seinem Dienstantritt dort wurden gegen den Beamten Chauvin laut der örtlichen Polizei mindestens 22 Beschwerden erhoben oder interne Untersuchungen eingeleitet, nach Einschätzung der Bürgerinitiative „Communities United Against Police Brutality“ eine ungewöhnlich hohe Zahl, die „Alarm und eine Überprüfung“ hätte auslösen müssen. Von den Beschwerden wurden nach unterschiedlichen Quellen eine oder zwei mit Verweisen sanktioniert. In einem der Fälle ging es laut der Bürgerinitiative um erniedrigende Sprache. Eine andere Beschwerde betraf eine Verkehrskontrolle, bei der Chauvin eine Frau nach einer geringfügigen Geschwindigkeitsüberschreitung aus ihrem Pkw herausgezogen und durchsucht haben soll. In einem weiteren Fall, bei dem er 2013 eine Waffe gegen Jugendliche gerichtet hatte, die mit Spielzeugwaffen auf Passanten geschossen hatten, entschuldigte sich ein Vorgesetzter für Chauvins Verhalten.
Chauvin gab während seiner Dienstzeit zwei Mal Schüsse auf Menschen ab, bei einer weiteren Schussabgabe durch Polizisten war er Teil des Einsatzteams, ohne selbst zu schießen. Im Jahr 2006 schoss Chauvin zusammen mit fünf weiteren Kollegen auf den amerikanischen Ureinwohner Wayne Reyes, der nach Polizeidarstellung zuvor zwei Personen niedergestochen und eine Schrotflinte auf die Beamten gerichtet hatte. Reyes wurde nach dem Aussteigen aus seinem LKW, mit dem er geflüchtet war, innerhalb weniger Sekunden von insgesamt 43 Schüssen getroffen und tödlich verletzt. Eine Grand Jury stufte den Schusswaffengebrauch später als gerechtfertigt ein. Für den Einsatz wurde Chauvin die Public Safety Officer Medal of Valor, eine Auszeichnung für Tapferkeit von Polizeibeamten, verliehen. Die damalige Bezirksstaatsanwältin und spätere Senatorin Amy Klobuchar bedauerte im Nachhinein, dass der Fall – wie auch 29 weitere Fälle von Polizeigewalt mit Todesfolge während ihrer Dienstzeit – an die Grand Jury abgegeben worden war.
Im Jahr 2008 schoss Chauvin bei einem Einsatz gegen häusliche Gewalt dem 21-jährigen Afroamerikaner Ira Latrell Toles zwei Mal in den Unterleib, weil dieser versucht haben soll, nach Chauvins Waffe zu greifen. Toles bestreitet dies und erklärte in einem Interview, dass Chauvin ihn im Badezimmer brutal angegriffen habe. In einem Vergleich bekannte sich Toles bezüglich der häuslichen Gewalt in einem minderschweren Fall (“misdemeanor”) für schuldig, woraufhin die Staatsanwaltschaft Anklagen wegen Widerstands fallen ließ. Für den Einsatz wurde Chauvin später erneut die Public Safety Officer Medal of Valor verliehen. 2008 und 2009 erhielt er Belobigungen für die Verfolgung von Verdächtigen. 2011 feuerte bei einem Einsatz, an dem Chauvin beteiligt war, einer seiner Kollegen einen Schuss auf den indianischstämmigen Leroy Martinez ab, der dadurch verwundet wurde. Nach Polizeiangaben hatte er eine Waffe gegen die Beamten gerichtet, mehrere Zeugen und Martinez selbst widersprachen jedoch dieser Darstellung.
Im April 2023 stimmte die Stadt Minneapolis zu, einen Betrag von fast 9 Millionen US-Dollar an die schwarzen Bürger Zoya Code und John Pope Jr. zu zahlen, um Klagen beizulegen. Beide Bürger hatten ausgesagt, dass Derek Chauvin bereits im Juni bzw. September 2017 „sein Knie in ihren Nacken drückte“, also die gleiche Taktik anwendete, die drei Jahre später zum Tod von George Floyd führte. Videoaufnahmen stützten die Behauptungen der Bürger. Der zuständige Staatsanwalt betrachtete die Fälle als „Teil eines größeren Musters“. Er vermutete, dass „Zoya, John und George nicht die einzigen Menschen sind, denen Chauvin diese Dinge antun durfte.“
Derek Chauvin und der getötete George Floyd hatten vor der tödlichen Festnahme in überlappenden Schichten als Sicherheitsleute für denselben mexikanischen Nachtclub gearbeitet. Ob sie sich kannten, ist unklar. Chauvin fungierte als Ausbilder (“training officer”) für den ebenfalls am Einsatz beteiligten Beamten James Kueng. Nach dem Tod von George Floyd reichte Chauvins asiatischstämmige Frau Kellie Chauvin die Scheidung ein und beantragte dabei eine Namensänderung.
Wegen diverser Steuerdelikte wurden Derek Chauvin und seine Frau im Juli 2020, nach der Tötung George Floyds, angeklagt. Die Staatsanwaltschaft legte ihnen zur Last, dass sie ab 2014 über einen Zeitraum von mehreren Jahren Einkommenssteuererklärungen bewusst falsch ausgefüllt, gar nicht eingereicht und Steuern hinterzogen hätten. Die Kommune sei dadurch geschädigt worden. Auch habe das Paar nach dem Verkauf eines Fahrzeugs keine Umsatzsteuer gezahlt. Am 17. März 2023 bekannte sich Chauvin in zwei Fällen der Steuerhinterziehung für schuldig. Er wurde zu einer Haftstrafe von 13 Monaten verurteilt, die gleichzeitig mit der Strafe für den Mord an George Floyd zu verbüßen ist. Am 12. Mai 2023 wurde Chauvins Ex-Frau zu 20 Tagen Gefängnis und einer dreijährigen Bewährungsstrafe verurteilt.
Nach übereinstimmenden Berichten unter Berufung auf anonyme Quellen wurde Chauvin am 24. November 2023 von einem Mithäftling in der Federal Correctional Institution, Tucson, niedergestochen und schwer verletzt.
Tou Thao, zum Zeitpunkt der Tat 34 Jahre alt, begann seine Karriere 2008 zunächst als Community Service Officer, einer Art behördlicher Hilfskraft, deren Aufgabe in der Unterstützung von Polizeibeamten liegt. Im Jahr 2009 schloss Thao die Polizeiakademie ab und begann nach einer zweijährigen Pause im Jahr 2012 als Polizist zu arbeiten. In seiner Dienstzeit wurden sechs Beschwerden gegen Tou Thao erhoben. Von diesen wurde jedoch keine als begründet angesehen. Im Jahr 2014 verklagte ein Mann die Polizeibehörde und gab an, dass Thao ihm grundlos Handschellen angelegt, ihn am Boden fixiert und körperlich misshandelt habe. Thao begründete die Festnahme mit einem ausstehenden Haftbefehl. Die beiden Parteien einigten sich auf einen Vergleich, der die Zahlung von 25.000 Dollar umfasste. Die Vorfahren von Thao stammen aus Laos und gehören zur Ethnie der Hmong.
Thomas Kiernan Lane, zum Zeitpunkt der Tat 37 Jahre alt, stammt aus einer Polizistenfamilie, studierte Kriminologie und heiratete im Jahr 2018. Zunächst war Lane als Wärter in einer Jugendstrafanstalt tätig. Im Anschluss machte er seine Ausbildung zum Polizeibeamten in derselben Klasse wie James Kueng und schloss diese mit ihm zusammen im August 2019 ab. In seiner Freizeit arbeitete er als ehrenamtlicher Nachhilfelehrer für somalische Schulkinder. Am Tag von Floyds Tod befand Lane sich in seiner vierten Schicht als Streifenbeamter. Beschwerden hatte es gegen ihn zuvor nicht gegeben.
James Alexander Kueng, zum Zeitpunkt der Tat 26 Jahre alt, ist der Sohn eines Krankenpflegers und einer Mathematiklehrerin. Kueng machte 2018 einen Bachelorabschluss in Rechtssoziologie und Kriminologie und arbeitete als Sicherheitskraft. Im Februar 2019 begann er eine Ausbildung beim Minneapolis Police Department und schloss diese im August des gleichen Jahres ab. Am Tag von Floyds Tod befand sich Kueng in seiner dritten Schicht als Streifenbeamter. Beschwerden über ihn hatte es zuvor nicht gegeben. Kueng ist Afroamerikaner.

### Kontext
Das Minneapolis Police Department (Polizeidepartement von Minneapolis, MPD), dem alle vier Täter angehörten, wurde nach Fällen von Polizeigewalt wiederholt kritisiert. 2015 erschoss ein Polizeibeamter den unbewaffneten Afroamerikaner Jamar Clark, ohne dass der Vorfall für den Beamten juristische Konsequenzen hatte. 2016 wurde der Afroamerikaner Philando Castile bei einer Verkehrskontrolle in Falcon Heights (Minnesota) erschossen. Ein hispanoamerikanischer Beamter wurde wegen Totschlags angeklagt, später aber freigesprochen. Wegen dieser und anderer Vorfälle (vgl. Todesfall Justine Damond) setzten sich Janeé Harteau und Medaria Arradondo während ihrer jeweiligen Amtszeit als Präsidenten des MPD für Reformen der Polizeiarbeit ein. Dennoch konstatierte Teresa Nelson, die Direktorin der Bürgerrechtsorganisation American Civil Liberties Union (ACLU) in Minnesota, dass es in Minneapolis „eine lange und tiefgreifende Geschichte rassistisch voreingenommener Polizeiarbeit“ gebe. Die Reformen hätten möglicherweise zu kurz gegriffen und seien zu spät gekommen. Eine ACLU-Studie anhand von Fällen der Jahre 2012 bis 2014 kam zu dem Resultat, dass afroamerikanische Bürger in Minneapolis, die ein Fünftel der Bevölkerung ausmachen, 8,7 mal so häufig festgenommen wurden wie weiße Bürger. Derek Chauvin ist der erste weiße Polizeibeamte im Bundesstaat Minnesota, der in Zusammenhang mit dem Tod eines schwarzen Bürgers angeklagt wurde.

## Autopsien
Nach seinem Tod wurden an George Floyd zwei Autopsien durchgeführt. Beide Autopsien kamen zu dem Ergebnis, dass Floyds Tod durch den Polizeieinsatz verursacht bzw. mitverursacht wurde. Der Fall wurde daher jeweils als Tötung (“homicide”) eingestuft. Bezüglich etwaiger Vorerkrankungen kamen die Untersuchungen zu unterschiedlichen Ergebnissen.

### Gerichtsmedizin des Hennepin County
Die Gerichtsmedizin des Hennepin County stellte in ihrem Autopsiebericht als Todesursache Floyds einen Herz-Kreislauf-Stillstand infolge von Druck auf den Hals fest. Als weitere Faktoren, die seinen Tod begünstigt hätten, nannte die Gerichtsmedizin Vorerkrankungen am Herzen (koronare Arterienerkrankung und hypertensive Herzkrankheit) sowie eine Drogenintoxikation. In seinem Körper hätten sich die Drogen Methamphetamin, Fentanyl und Cannabis nachweisen lassen, wobei die Einnahme von Methamphetamin erst kurz vor dem Exitus erfolgt sei. Der medizinische Sachverständige des Hennepin County, Dr. Andrew Baker, gab vor Gericht zu Protokoll, dass der Fentanylspiegel in Floyds Blut um rund 11 Nanogramm pro Milliliter höher gelegen habe, als in „einigen Fällen der Überdosierung“. Dies könne als Zeichen für regelmäßigen Konsum gewertet werden. Alkohol wurde nicht nachgewiesen. Floyd sei zudem mit dem Coronavirus infiziert gewesen, die Rechtsmediziner ziehen jedoch keine Verbindung zwischen der Infektion und seinem Tod. Die Infektion sei womöglich asymptomatisch verlaufen und bereits abgeklungen gewesen.

### Forensiker Michael Baden
George Floyds Familie beauftragte den in den USA bekannten forensischen Mediziner Michael Baden und dessen Kollegin Allecia M. Wilson von der University of Michigan mit einer zweiten Autopsie. Sie kamen zu dem Ergebnis, dass Floyds Todesursache Ersticken gewesen sei. Dazu habe nicht nur das Knien auf dem Hals durch den Polizeibeamten Derek Chauvin geführt – auch die beiden anderen Polizeibeamten hätten hierzu mit dem Druck beigetragen, den sie auf den Körper Floyds ausgeübt hatten. Floyd habe keine Vorerkrankungen gehabt. Baden fügte hinzu, dass Floyd kein zugrundeliegendes medizinisches Problem hatte, das seinen Tod verursacht oder zu seinem Tod beigetragen habe, und dass die Fähigkeit zu sprechen nicht bedeute, dass jemand gleichzeitig auch atmen könne.

### Verband der Gerichtsmediziner
Der US-Verband der Gerichtsmediziner, die National Association of Medical Examiners, wies Kritik an der staatlichen Autopsie zurück. Dass alle Befunde wie Vorerkrankungen und Drogenintoxikation in den Totenschein eingetragen würden, sei übliche Praxis: „Der Tod ist ein komplexer Prozess und tritt oft mit mehreren interagierenden mitwirkenden Ursachen auf, darunter physiologischer Stress, der durch körperliche Auseinandersetzungen hervorgerufen wird. Daher bietet die Auflistung eine umfassendere Aussage über die Todesursache.“
Der Verband wies darauf hin, dass auf dem Totenschein „Tötung“ als Todesursache festgestellt wurde. In der medizinischen Untersuchung werde Tötung als Tod „durch die Hand eines anderen“ definiert: „Es ist nicht gleichbedeutend mit ‚Mord‘, was ein juristischer Begriff ist. Es ist letztendlich Sache des Rechtssystems, zu bestimmen, wie dieser Tod nach dem Gesetz von Minnesota strafrechtlich eingestuft wird.“

### Scientific American
Anders als der Verband der Gerichtsmediziner kritisierte eine Gruppe unabhängiger US-amerikanischer Mediziner den staatlichen Autopsiebericht scharf. In einem Beitrag für das Magazin Scientific American schrieben die Mediziner, der Bericht stelle die Rolle der Rauschmittel in „unangemessener“ Weise dar; er „überbewerte und verdrehe“ Floyds chronischen medizinischen Zustand. Auf diese Weise verkenne der Bericht „die offenkundige Realität“, dass Floyd ohne den physischen Druck des Knies eines Polizeibeamten „heute nicht tot wäre“. In der Anklageschrift gegen Derek Chauvin, also in einem juristischen Dokument, sei die medizinische Expertise weiter manipuliert worden und ein Zusammenhang zwischen „potenziellen Rauschmitteln“ und dem Tod Floyds angedeutet worden. Das Rechtssystem perpetuiere damit „Stereotype über Krankheiten, Risikoverhalten und Intoxikationen in schwarzen Körpern“ und diskreditiere das Opfer eines Gewaltverbrechens. Der Vorgang sei ein typischer Fall von Gaslighting, das Täter entlaste und stattdessen den Opfern selbst, etwa ihrem Charakter oder sogar ihrer Anatomie, die Schuld zuschreibe. Die Todesursache im Fall George Floyd sei Rassismus gewesen – der staatliche Autopsiebericht und dessen Interpretation durch die US-Justiz hätten dies vernebelt. Die Autoren des Beitrags schlossen sich dem New Yorker Epidemiologen Justin Feldman an, der im Zuge einer aus seiner Sicht überfälligen Polizeireform unabhängige Ärzte und Gerichtsmediziner forderte.

## Reaktionen

### Video und Petition

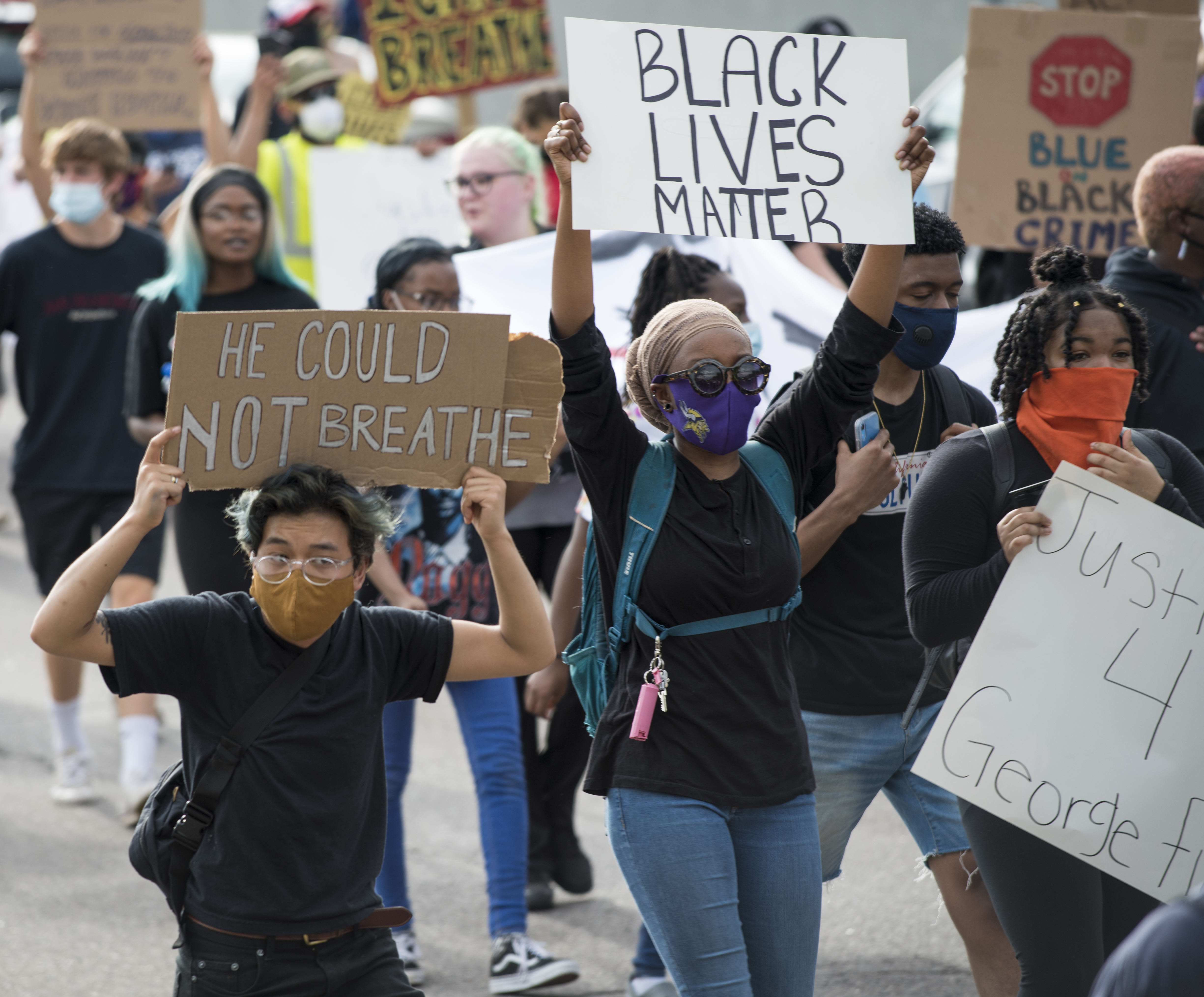
Proteste gegen Polizeigewalt am 26. Mai 2020 in Minneapolis

Die 17-jährige Passantin Darnella Frazier filmte vom Bürgersteig aus den am Boden liegenden Floyd und den sein Knie auf ihn drückenden Chauvin mit ihrem Smartphone. Am selben Tag stellte sie das Video unter dem Titel „Sie töteten ihn direkt vor Cup Foods an der Ecke 38. Straße und Chicago-Avenue!“ und dem Hashtag „Polizeibrutalität“ auf ihre Facebookseite. Das Video wurde sehr schnell verbreitet. Tage später wurden auch Aufnahmen aus anderen Perspektiven publik. Floyds wiederholter Ausruf “I can’t breathe!” weckte vielfach Erinnerungen an den gewaltsamen Tod von Eric Garner, der 2014 in New York City ebenfalls als Afroamerikaner bei einer Festnahme starb, nachdem er mehrfach diese Worte geäußert hatte. Die Online-Petition „Justice for George Floyd“ („Gerechtigkeit für George Floyd“) auf change.org wurde in wenigen Tagen von mehreren Millionen Menschen unterschrieben. Frazier wurde im Juni 2021 mit einem Pulitzer-Sonderpreis geehrt und erhielt eine „besondere Erwähnung“.

### Demonstrationen und Ausschreitungen

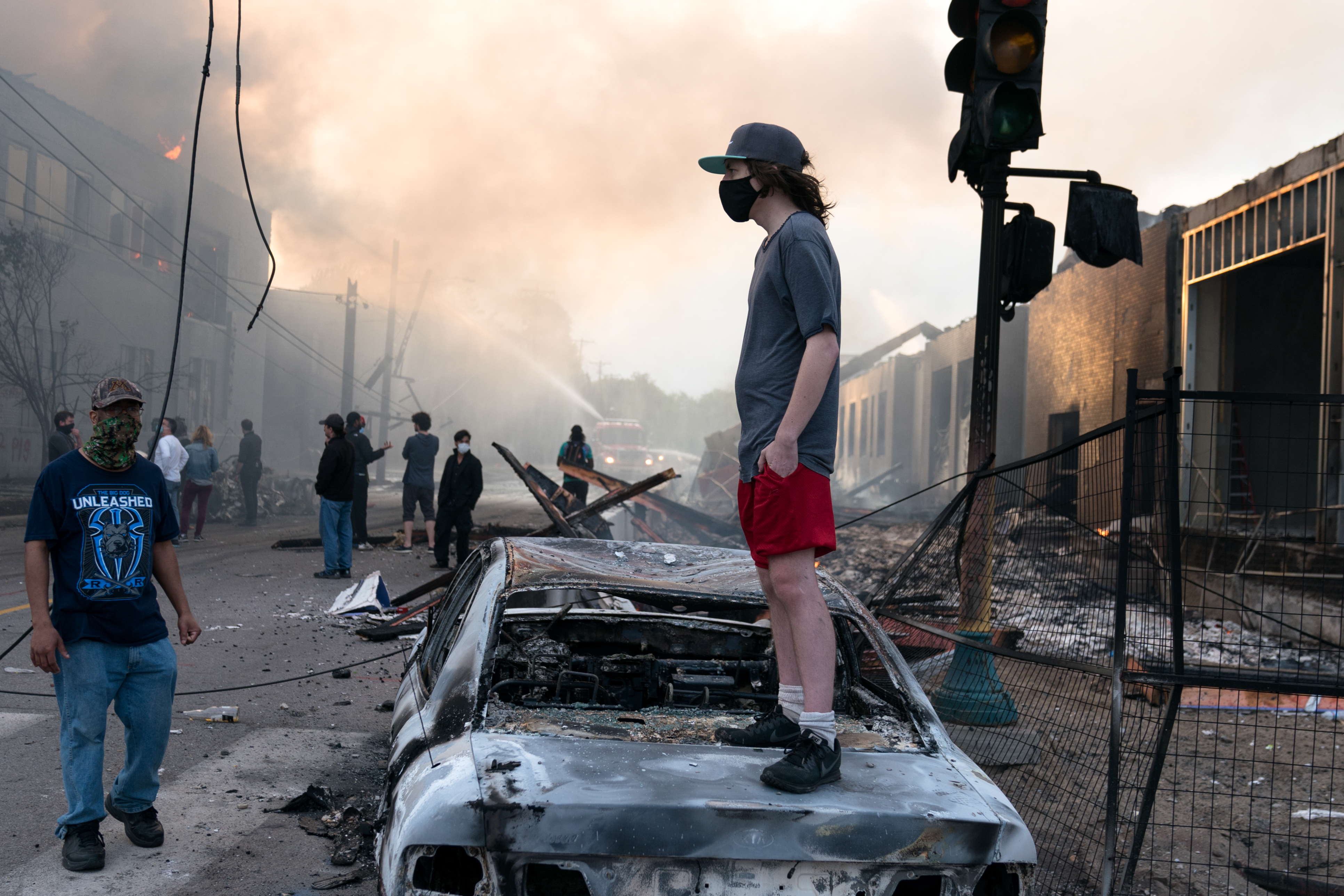
Ausschreitungen in Minneapolis am 28. Mai 2020

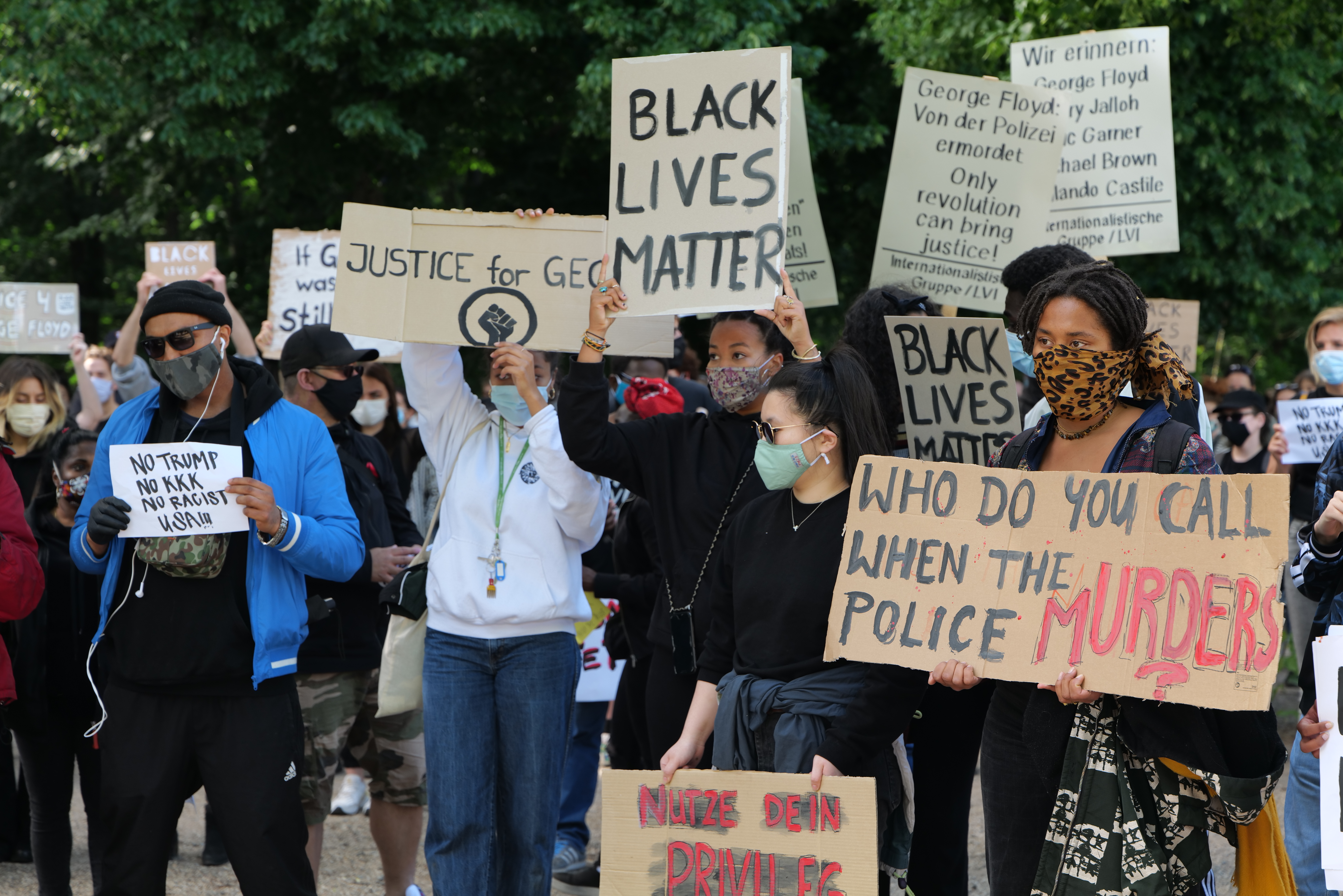
Kundgebung nach der Tötung von George Floyd gegen Rassismus und Polizeigewalt an der US-Botschaft in Berlin am 30. Mai 2020

Ab dem 26. Mai 2020 kam es zu ausgedehnten Demonstrationen gegen Polizeigewalt in Minneapolis. Viele Demonstranten trugen Plakate mit der Aufschrift “I can’t breathe!” und skandierten diese Worte, die seit 2014 zu einer Parole gegen rassistisch motivierte Polizeigewalt geworden waren. In den Folgetagen gab es Proteste in vielen anderen US-Städten und weltweit. Teilweise nahmen sie auch gewaltsame Formen an.
Die Gewalt richtete sich unter anderem gegen Polizisten, (Gegen-)Demonstranten, Journalisten und Ladeninhaber, die ihre Geschäfte vor Plünderungen schützen wollten. Es kam auch zu Gewalt gegen die Protestierenden, teils mittels fahrender Autos und Schusswaffen. Mehrere Menschen kamen dabei ums Leben. Daraufhin wurden in 25 Städten, darunter Nashville, Los Angeles, Chicago und Philadelphia, Ausgangssperren verhängt sowie in Minnesota und Washington, D.C. die Nationalgarde aktiviert. Gouverneur Tim Walz erklärte am 28. Mai 2020 den Notstand für Minneapolis und umliegende Gebiete.
Polizeibeamte hinderten Journalisten an mehreren Orten an ihrer Arbeit und nahmen sie teilweise fest – u. a. einen CNN-Reporter während einer Liveschaltung. In anderen Fällen wurden Medienvertreter das Ziel unmittelbaren Zwangs, darunter ein Korrespondent der Deutschen Welle. Reporter ohne Grenzen kritisierte, dass die freie Arbeit der Presse sowohl von der Polizei als auch von gewaltbereiten Demonstranten gestört wurde.
Zahlreiche Teilnehmer der landesweiten Proteste berichteten von Übergriffen seitens der Einsatzkräfte. Amnesty International dokumentierte für den Mai und Juni 2020 „vielfache und schwere Menschenrechtsverletzungen gegen Protestierende der Black-Lives-Matter-Bewegung, Rettungspersonal, Medienschaffende sowie Rechtsbeobachterinnen und Rechtsbeobachter“ durch die Polizei in den USA. Andererseits wurden im ganzen Land auch Solidaritätsbekundungen mit den Protesten durch Polizeibeamte bekannt. Demonstranten stellten sich vor Ladengeschäfte, um sie vor Plünderungen zu schützen. Der ehemalige US-Präsident Barack Obama betonte, dass die große Mehrheit an Demonstranten friedlich sei, und rief sie dazu auf, ihrem Zorn auf demokratischem Wege Gehör zu verschaffen.
Die Proteste fanden während der weltweiten COVID-19-Pandemie statt. Experten, Gouverneure von US-Bundesstaaten und andere warnten vor einer weiteren Ausbreitung des Virus durch die Massenversammlungen. Bei einer späteren Untersuchung der Infektionszahlen und der Orte mit Protesten konnte kein statistischer Zusammenhang festgestellt werden.

### Politik
Einen Tag nach dem Einsatz, am 26. Mai 2020, wurden die vier an dem Vorfall beteiligten Polizeibeamten entlassen. In einer im Fernsehen übertragenen Ansprache erklärte der Bürgermeister von Minneapolis, Jacob Frey: „In Amerika schwarz zu sein, sollte kein Todesurteil sein. Was wir gesehen haben, ist schrecklich, völlig und absolut verkommen.“ Frey drückte gegenüber der Familie Floyds und der afroamerikanischen Gemeinde sein Beileid aus und äußerte sein Unverständnis darüber, dass der hauptbeschuldigte Polizist Derek Chauvin noch auf freiem Fuß sei. Am 27. Mai 2020 forderte Frey den Bezirksstaatsanwalt von Hennepin County auf, Derek Chauvin festnehmen zu lassen und ihn anzuklagen.

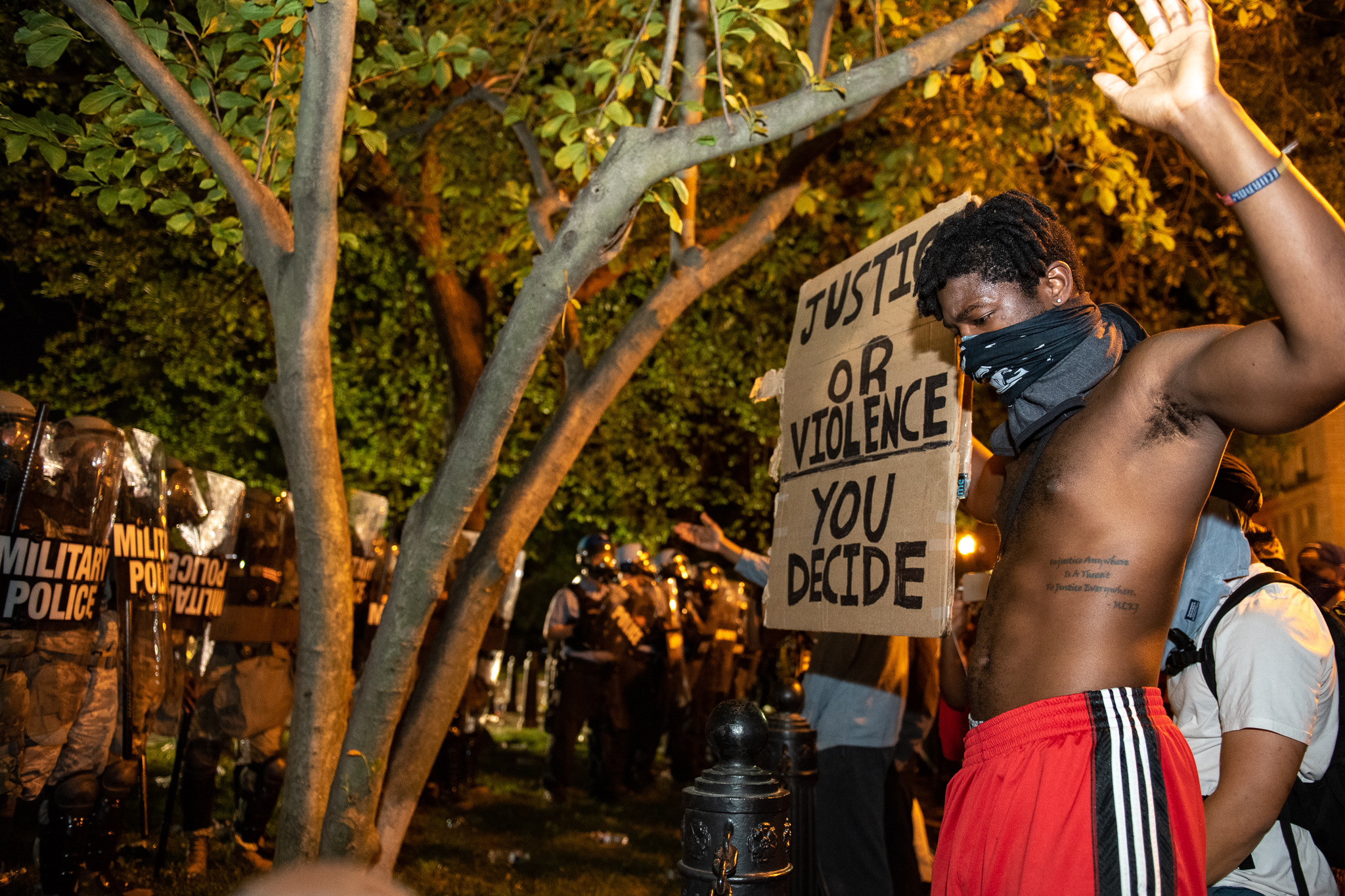
Ein protestierender Mann mit einem Schild „Gerechtigkeit oder Gewalt, du entscheidest“

Der US-amerikanische Vizepräsident Mike Pence von der Republikanischen Partei sprach für die Familie von Floyd ein Gebet und verurteilte den Polizeieinsatz mit den Worten: „Wir tolerieren keine von Rassismus inspirierte Gewalt“ (“We have no tolerance for violence inspired by racism”). Der Präsidentschaftskandidat und frühere Vizepräsident Joe Biden von der Demokratischen Partei urteilte, dass die Vorgänge „die offene Wunde des systemischen Rassismus“ (“the open wound of systemic racism”) in den USA sichtbar gemacht hätten. Michelle Bachelet, UN-Kommissarin für Menschenrechte, äußerte sich „bestürzt“, dass Floyds Name einer langen Liste schwarzer Amerikaner hinzugefügt werden müsse, die von der Polizei getötet worden seien. Der deutsche Außenminister Heiko Maas schrieb auf dem Kurznachrichtendienst Twitter, dass friedliche Proteste nach dem Tod von George Floyd „verständlich und mehr als legitim seien“. Friedlicher Protest müsse immer erlaubt sein.
In mehreren Städten oder Bundesstaaten, darunter der Stadt Minneapolis und den Bundesstaaten Kalifornien und New York, wurden Reformen initiiert, Gesetze verabschiedet oder Gesetzesentwürfe eingebracht, um den Einsatz von Würgegriffen zu verbieten, zu begrenzen oder aus der Polizeiausbildung herauszunehmen. Neun der zwölf Mitglieder des Stadtrats von Minneapolis äußerten, dass sie eine Auflösung der Polizeibehörde der Stadt unterstützen würden.

### Anwalt der Hinterbliebenen
Die Familie von George Floyd beauftragte den bekannten Bürgerrechtsanwalt Benjamin Crump mit der Wahrnehmung ihrer Rechte. Crump vertrat bzw. vertritt auch die Familien von Trayvon Martin, Michael Brown, Tamir Rice, Stephon Clark, Breonna Taylor, Ahmaud Arbery und anderen Afroamerikanern, die alle von weißen Polizeibeamten erschossen worden waren. Nach Veröffentlichung der Autopsieberichte erklärte Crump, dass George Floyd „zu Tode gefoltert“ worden sei. Er habe um Luft gerungen wie ein Fisch auf dem Trockenen. Crump platzierte die wiederholte Polizeigewalt an afroamerikanischen Bürgern in einen weiteren gesellschaftlichen Kontext, der bis in die Zeit der Sklaverei zurückreiche: „Viele Leute glauben immer noch, dass schwarze und braune Menschen [“black and brown people”] weniger wert seien als weiße. Wir müssen solchen Überzeugungen entgegentreten, wenn wir sie jemals überwinden wollen.“ Dieses Ziel liege aber noch in weiter Ferne: „Wir haben zwei Justizsysteme in den USA, eines für das schwarze Amerika und eines für das weiße Amerika.“

### Anwälte der Täter
Earl Gray und Thomas Plunkett, die Strafverteidiger von James Kueng und Thomas Lane, betonten in einer ersten Gerichtsanhörung, dass ihre Klienten zur Tatzeit erst den vierten Tag Polizeibeamte gewesen seien. Sie seien ihrem Ausbilder Derek Chauvin, der auf eine 19-jährige Polizeikarriere zurückblicken könne, untergeordnet gewesen und hätten diesen mit “Sir” anreden müssen. Sie hätten dessen Vorgehen jedoch hinterfragt. Gray erklärte, dass die Hautfarbe von Floyd bei dem Geschehen keine Rolle gespielt habe und verwies darauf, dass einer der an der Festnahme beteiligten Polizisten schwarz und ein weiterer asiatischer Abstammung sei. Er erwähnte außerdem, dass Floyd beim Anlegen der Handschellen Widerstand geleistet habe.

### Katholische Kirche
Papst Franziskus nannte George Floyd namentlich während seines Angelus-Gebets. Er bezeichnete Floyds Tod als tragisch, die folgenden Ereignisse als verstörend und Rassismus als nicht tolerierbar. Der Bischof von El Paso, Mark Seitz, kniete zusammen mit anderen Geistlichen öffentlich für 8 Minuten und 46 Sekunden nieder und hielt dabei ein Schild mit der Aufschrift Black Lives Matter. In einem Telefongespräch wurde er für diese Aktion von Papst Franziskus gelobt.

### Profisport
Statements gegen Rassismus gab es ebenfalls in der deutschen Fußball-Bundesliga in Form von T-Shirts und Gesten durch Achraf Hakimi, Weston McKennie, Jadon Sancho, Marcus Thuram, Anthony Modeste, Tyler Adams, Kingsley Coman und Alphonso Davies.

### Spendensammlung
Nach George Floyds Tod begannen zwei seiner Geschwister auf der Plattform GoFundMe eine Spendensammlung. Mit dem Geld sollen die Kosten der Familie für die Anreise zur Beerdigung, Aufwendungen für Anwaltskosten sowie der Unterhalt für Floyds Kinder gedeckt werden. Das angestrebte Ziel von 1,5 Millionen Dollar wurde dabei innerhalb kurzer Zeit übertroffen und eine Summe von 13,7 Millionen Dollar erreicht. Dabei spendeten rund 493.000 Personen.

### Bericht des Justizministeriums
Das Justizministerium der Vereinigten Staaten veröffentlichte am 16. Juni 2023 einen 89 Seiten langen Untersuchungsbericht zur Tötung von George Floyd. Laut dem Bericht gab es zahlreiche weitere Fälle von rassistischer Diskriminierung und Menschenrechtsverletzungen durch die Polizei von Minneapolis. Polizeibeamte wandten demnach in den vergangenen Jahren „routinemäßig übermäßige Gewalt“ an und diskriminierten immer wieder Schwarze und indigene Menschen.

## Strafverfolgung

### Festnahmen, Anklagen und Entlassungen auf Kaution
Am 29. Mai 2020 wurde der Polizeibeamte Derek Chauvin, der auf dem Hals von George Floyd gekniet hatte, durch Beamte des Minnesota Bureau of Criminal Apprehension festgenommen und am gleichen Tag wegen Mordes dritten Grades und Totschlag zweiten Grades angeklagt. Am 3. Juni 2020 wurde die Anklage auf Mord zweiten Grades verschärft. Zudem wurden die anderen drei an dem Einsatz beteiligten Polizisten (Tou Thao, Thomas Lane, James Kueng) festgenommen und der Beihilfe angeklagt.
Am 10. Juni 2020 wurde Lane gegen eine Kaution von 750.000 Dollar aus der Haft entlassen. Am 19. Juni 2020 wurde auch Kueng und am 4. Juli 2020 Thao gegen Kautionen in gleicher Höhe aus dem Gefängnis entlassen.
Am 7. Oktober 2020 wurde Chauvin gegen Zahlung einer Kaution in Höhe von einer Million Dollar aus der Haft entlassen. Zuvor hatte die zuständige Richterin weitere Bedingungen für eine vorläufige Haftentlassung von Chauvin gestellt: Bei einer Freilassung dürfe er den Bundesstaat Minnesota nicht verlassen, keinen Kontakt zur Familie Floyd aufnehmen und müsse Schusswaffen in seinem Besitz abgeben.

### Erste Anhörung
Der Strafverteidiger von James Kueng beantragte nach Beratung mit den Anwälten der anderen beschuldigten Polizisten, dass die vorprozessualen Anhörungen von Medien übertragen werden dürfen. Dies sei notwendig, um angesichts der Corona-Pandemie die Öffentlichkeit des Verfahrens zu gewährleisten, was Voraussetzung für eine gerechte Verhandlung sei. Richter Peter Cahill lehnte den Antrag jedoch ab, da dieser nicht wie notwendig von allen Prozessparteien befürwortet werde und zudem die Jurorenauswahl erschweren könne.
Die erste vorprozessuale Anhörung am 29. Juni 2020 drehte sich weitgehend um öffentliche Kommentare von staatlichen Amtsträgern zu dem Fall. Der Anwalt von Tou Thao kritisierte, dass Kommentare zu dem Fall von US-Präsident Donald Trump, dem Gouverneur von Minnesota Tim Walz, dem Generalstaatsanwalt von Minnesota Keith Ellison sowie von Vertretern der Stadt Minneapolis eine Vorverurteilung seines Mandanten bedeuten und dadurch sein Recht auf einen fairen Prozess verletzen würden. Richter Peter Cahill sprach sich dagegen aus, dass sich Staatsrepräsentanten zu Schuld oder Unschuld der Angeklagten, möglichen Beweisen sowie den Erfolgschancen einer Verurteilung äußern würden. Cahill forderte Anklage und Verteidigung zudem dazu auf, dafür zu sorgen, dass niemand in ihrem Einflussbereich zukünftig unangemessene Kommentare abgebe. Er warnte zudem davor, dass weitere öffentliche Kommentare zu einem Wechsel des Gerichtsstandes führen könnten. Des Weiteren gab Cahill an, eine mediale Übertragung der Hauptverhandlung offen prüfen zu wollen und forderte die Prozessparteien zu einer Stellungnahme hierzu auf. Die Staatsanwaltschaft lehnt eine Übertragung des Prozesses zunächst ab.
Die Anwälte der beiden Polizei-Neulinge Kueng und Lane erklärten in der Anhörung, dass ihre Mandanten versucht hätten, Derek Chauvin dazu zu bewegen, nicht weiter auf dem Hals von George Floyd zu knien. Kuengs Anwalt führte zudem aus, dass sein Mandant selbst berechtigte und verhältnismäßige Gewalt gegen George Floyd angewendet habe und er daher auf nicht schuldig plädieren werde. Der Strafverteidiger von Derek Chauvin kündigte an, einen Wechsel des Gerichtsstandes beantragen zu wollen, falls Staatsbedienstete den Fall weiterhin öffentlich bewerten sollten. Richter Peter Cahill setzte einen neuen Anhörungstermin für den 11. September 2020 sowie den voraussichtlichen Prozessbeginn für den 8. März 2021 fest.

### Anträge
Der Verteidiger von Thomas Lane beantragte am 7. Juli 2020, das Verfahren gegen seinen Mandanten einzustellen, da kein hinreichender Tatverdacht gegen diesen bestehe. Als Grund gab er an, dass Lane zwei Mal versucht habe, seinen Kollegen Chauvin davon zu überzeugen, George Floyd auf die Seite zu drehen. Zudem sei Lane den später eingetroffenen Sanitätern und Floyd in den Krankenwagen gefolgt, um bei Reanimationsmaßnahmen zu helfen.
Der zuständige Richter Peter Cahill erließ am 9. Juli 2020 eine Nachrichtensperre (“gag order”), die es den Prozessbeteiligten untersagt, den Fall in der Öffentlichkeit zu diskutieren. Die Anwälte der beschuldigten Polizeibeamten beantragten kurze Zeit später eine Aufhebung der Nachrichtensperre, weil diese die Rechte ihrer Mandanten auf Redefreiheit sowie ein faires Verfahren verletzen würde. Sie verwiesen darauf, dass durch Medien und Politiker eine Vorverurteilung ihrer Mandanten stattgefunden habe, gegen welche sich diese bei Bestehen einer Nachrichtensperre nicht zur Wehr setzen könnten. Richter Cahill hob die erlassene Nachrichtensperre am 21. Juli 2020 wieder auf, forderte die beteiligten Parteien jedoch dazu auf, die für die Veröffentlichung von Prozessdokumenten bestehenden Regularien zu beachten. Cahill lehnte gleichzeitig den Antrag von zwei Verteidigern ab, Generalstaatsanwalt Keith Ellison wegen Verstoßes gegen die Nachrichtensperre zu belangen, weil dieser zuvor bekannt gegeben hatte, dass zusätzliche Staatsanwälte an dem Fall arbeiten würden.

### Strafprozess und Verurteilung Chauvins
Am 8. März 2021 sollte die Auswahl der Geschworenen-Jury für das Hauptverfahren gegen Derek Chauvin beginnen. Am ersten Prozesstag wurden allerdings nur Verfahrensfragen erörtert. Ein Berufungsgericht hatte einige Tage zuvor entschieden, dass Richter Cahill zusätzlich eine Anklage wegen Mordes dritten Grades zulassen soll. Der Beginn der Geschworenenauswahl wurde daher um einen Tag verlegt. Jury-Kandidaten wurden unter anderem nach ihrer Meinung zu den Bewegungen Black Lives Matter und Blue Lives Matter befragt und ob sie sich nach der Tötung von George Floyd an Protestmärschen beteiligt hätten. Die Kandidaten sollten auch angeben, wie oft sie sich das Video, das den Polizeieinsatz zeigt, angesehen hatten.
Die Auswahl der zwölf anonymen Geschworenen und zwei Ersatzkandidaten endete rechtzeitig am 23. März 2021. Ausgewählt wurden sechs weiße und vier schwarze Juroren sowie zwei Personen, die sich als multiethnisch identifizierten.
Am 29. März 2021 begann die Anklage mit der Vernehmung von Zeugen und Sachverständigen. Von etwa 400 Personen, die auf einer Liste möglicher Zeugen standen, wurden 38 zu einer Aussage aufgefordert. Befragt wurden mehrere Passanten und Augenzeugen, die Videoaufnahmen von der Festnahme Floyds gemacht hatten, darunter die damals 17-jährige Darnella Frazier. Der Kassierer des Lebensmittelgeschäfts Cup Foods sagte vor Gericht aus, er habe die 20-Dollar-Banknote, mit der Floyd im Geschäft bezahlt habe, für eine offensichtliche Fälschung gehalten, jedoch vermutet, dass dies Floyd nicht bewusst war. (Eine abschließende behördliche Stellungnahme zur Echtheit der Banknote fehlt weiterhin.) Die Freundin Floyds, Courteney Ross, berichtete von ihrer und Floyds Abhängigkeit von Schmerzmitteln, unter anderem Opioiden, die in beiden Fällen durch chronische Schmerzen ausgelöst worden sei. Der Präsident des Minneapolis Police Department, Medaria Arradondo, sagte aus, dass Chauvin „in verschiedenen Stadien“ des Einsatzes gegen die Richtlinien der Polizeiarbeit in seiner Behörde verstoßen habe. Er habe die Situation nicht deeskaliert, als es noch möglich gewesen sei. Auch mehrere Mediziner, Rettungssanitäter und andere Polizeibeamte sagten aus.
Die Verteidigung befragte ab dem 13. April 2021 unter anderem eine der beiden Personen, die mit Floyd im Auto saßen, Polizeibeamte und medizinisches Fachpersonal. Der pensionierte Pathologe David Fowler sprach sich dafür aus, die Todesursache Floyds als unbestimmt (“undetermined”) einzustufen. Seiner Meinung nach hatte Floyd „eine plötzliche Herzrhythmusstörung aufgrund seiner atherosklerotischen und hypertensiven Herzerkrankung“; auch die nachgewiesenen Drogen und möglicherweise Fahrzeugabgase hätten seinen Tod mitverursacht. Eine ähnliche Aussage hatte Fowler 2018 im Fall des schwarzen College-Studenten Anton Black getätigt, der nach einem Einsatz weißer Polizeibeamter ums Leben kam. Fowler führte den Tod des Teenagers auf Herzprobleme zurück. Die Familie Blacks strengte aufgrund dieser Aussage eine Klage gegen Fowler an. Die American Civil Liberties Union beschuldigte Fowler, „falsche Narrative darüber zu verbreiten, was schwarze Menschen bei Polizeibegegnungen tötet“.
Am 19. April 2021 hielten Staatsanwaltschaft und Verteidigung ihre Plädoyers. Nach Darlegung von Staatsanwalt Steve Schleicher war Chauvin direkt verantwortlich für Floyds Tod. Chauvin habe, als er Floyd neuneinhalb Minuten lang sein Knie auf den Hals drückte, einen Angriff auf ihn verübt und ihn dadurch getötet. „Es war unnötig, es war ungerechtfertigt, es war unverhältnismäßig, und er hat es absichtlich gemacht.“ Die Tötung Floyds sei keine „Polizeiarbeit [gewesen], sondern Mord“ (“wasn’t policing, this was murder”). Chauvins Verteidiger Eric Nelson erklärte in seinem Plädoyer, die Staatsanwaltschaft habe die Schuld Chauvins nicht zweifelsfrei bewiesen. Es könne zudem kein Verbrechen vorliegen, weil es sich bei Chauvins Handeln um gerechtfertigte Gewaltanwendung im Rahmen eines „dynamischen“ Polizeieinsatzes gehandelt habe. Nelson verwies auf Floyds vorbelastete Gesundheit und Rückstände von Drogen in seinem Blut, die bei seinem Tod eine entscheidende Rolle gespielt hätten. Es sei außerdem nicht ungewöhnlich, dass Verdächtige einen medizinischen Notfall vortäuschten, um einer Festnahme zu entgehen.
Am 20. April 2021 wurde Derek Chauvin in allen drei Anklagepunkten für schuldig befunden, nachdem die Jury sich nur wenige Stunden beraten hatte. Die drei Anklagepunkte lauteten second-degree unintentional murder (im deutschen Strafrecht etwa Körperverletzung mit Todesfolge), third degree murder (etwa nicht vorsätzliche Tötung) und second degree manslaughter (etwa fahrlässige Tötung). Das maximale Strafmaß in den einzelnen Punkten beträgt 40 Jahre, 25 Jahre und 10 Jahre. In Minnesota werden Strafen von einzelnen Anklagepunkten in der Regel nicht addiert.
Am 4. Mai 2021 beantragte die Verteidigung eine Neuauflage des Verfahrens. Als Begründung führte Anwalt Eric Nelson rechtliche Fehler und Fehlverhalten von Gericht, Staatsanwaltschaft und Geschworenen an.
Am 2. Juni 2021 forderte die Verteidigung eine Bewährungsstrafe für Chauvin. Am 25. Juni 2021 legte Richter Peter Cahill das Strafmaß auf 22 Jahre und sechs Monate fest.
Ein Jahr nach dem Schuldspruch, am 27. April 2022, legte Chauvin gegen das Urteil Berufung ein. Der 82 Seiten lange Antrag listete ein Dutzend Aspekte des Falles und des Prozesses auf, die das Verfahren „verdorben“ und „strukturell fehlerhaft“ gemacht hätten. Chauvin und sein Anwalt William Mohrman ersuchten das Berufungsgericht unter anderem um Prüfung, ob der Verhandlungsort hätte geändert, die Geschworenen vollständig abgeschottet oder der Prozess wegen der Proteste und der Medienberichterstattung im Vorfeld der Verhandlung verschoben werden müssen. Ein Berufungsgericht in Minnesota wies im April 2023 den Antrag Chauvins ab, das Urteil aufzuheben. Nach Ansicht von Staatsanwalt Neal Katyal hatte Chauvin „einen der transparentesten und gründlichsten Prozesse in der Geschichte des Landes“ bekommen. Am 20. November 2023 lehnte auch der Oberste Gerichtshof der Vereinigten Staaten die Berufung Chauvins ab.
Am 24. August 2022 wurde Chauvin, der seine Strafe bis dahin überwiegend in Einzelhaft in einem Staatsgefängnis in Minnesota verbüßte, in das Bundesgefängnis United States Penitentiary in Tucson, Arizona verlegt. Dort wurde er am 24. November 2023 von einem anderen Häftling mit einer selbstgebauten Stichwaffe (Shiv) niedergestochen und schwer verletzt. Der 52-jährige Verdächtige, John Turscak, stach etwa 22 mal zu und hätte sein Opfer, nach eigener Aussage, gern getötet, wenn die Sicherheitskräfte nicht so schnell eingegriffen hätten.

### Weitere Verfahren

#### Prozesse auf US-Bundesebene
Die drei übrigen am Einsatz beteiligten Polizeibeamten, Tou Thao, James Kueng und Thomas Lane, sind jeweils wegen Beihilfe zum Totschlag in einem schweren Fall (aiding and abetting second-degree murder) sowie Beihilfe zur fahrlässigen Tötung (aiding and abetting second-degree manslaughter) angeklagt. Das Verfahren gegen die drei Männer sollte ursprünglich am 23. August 2021 beginnen, wurde dann jedoch auf März 2022 verschoben.
Die vier Polizisten, die an der Tötung von George Floyd beteiligt waren, wurden im Mai 2021 auch auf US-Bundesebene angeklagt. Den vier Männern wurde die Verletzung von Floyds in der Verfassung verankerten Bürgerrechten zur Last gelegt. Im ersten Anklagepunkt der Grand Jury auf Bundesebene wurde Chauvin vorgeworfen, Floyds Recht verletzt zu haben, keine „unverhältnismäßige Gewalt durch einen Polizisten“ erleiden zu müssen. Den Ex-Beamten Tou Thao und Alexander Kueng wurde vorgeworfen, Chauvin nicht gestoppt zu haben. Allen vier Männern wurde zur Last gelegt, dem bewusstlosen Floyd keine Erste Hilfe geleistet zu haben. Gegen Chauvin wurde zudem eine weitere Anklage auf Bundesebene erhoben. Ihm wurde vorgeworfen, 2017 einen 14-jährigen schwarzen Teenager, der in Handschellen auf dem Bauch lag, 17 Minuten lang mit seinem Knie fixiert zu haben. Dabei soll er dem Jungen wiederholt mit einer Taschenlampe auf den Kopf geschlagen haben. Die Wunden des Jungen mussten genäht werden.
Chauvin räumte vor einem Bundesgericht im Bundesstaat Minnesota am 15. Dezember 2021 ein, Floyds Bürgerrechte verletzt zu haben. Er gab auch zu, gegen den 14-jährigen Teenager mit unverhältnismäßiger Gewalt vorgegangen zu sein. Er bekannte sich schuldig. Am 7. Juli 2022 verurteilte ihn ein Richter des Bundesgerichtes in Minnesota wegen dieser Vergehen zu weiteren 21 Jahren Haft.
Der Prozess auf US-Bundesebene gegen Kueng, Thao und Lane begann im Januar 2022 mit der Auswahl der Geschworenen. Die New York Times beschrieb die Zusammensetzung der Geschworenen als „rein weiß“ (“all-white”), während die 12-köpfige Jury in Chauvins Strafprozess noch eine größere ethnische Vielfalt aufgewiesen habe. Nach 13-stündigen Beratungen an zwei Tagen befanden die Geschworenen am 24. Februar 2022 die ehemaligen Beamten in allen Anklagepunkten für schuldig. Im Juli und August 2022 verurteilte Richter Paul Magnuson Kueng zu drei Jahren Gefängnis, Thao zu 3,5 Jahren Gefängnis und Lane zu 2,5 Jahren Gefängnis.

#### Strafprozess gegen Kueng, Thao und Lane
Die ehemaligen Polizeibeamten Kueng, Thao und Lane wurden jeweils wegen Beihilfe zum Totschlag (aiding and abetting second-degree murder) sowie Beihilfe zur fahrlässigen Tötung (aiding and abetting second-degree manslaughter) angeklagt. Der Strafprozess gegen Kueng, Thao und Lane wurde mehrmals verschoben, damit der Rechtsfall auf US-Bundesebene zuerst verhandelt werden konnte. In einer Entscheidung vom 26. April 2022 ordnete Richter Peter Cahill, der auch den Vorsitz im Prozess gegen Chauvin geführt hatte, an, dass der Prozess nicht im Livestream übertragen werden darf.
Am 18. Mai 2022 bekannte sich Thomas Lane der Beihilfe zum Totschlag für schuldig. Die Anklage gegen Lane wegen Beihilfe zur fahrlässigen Tötung wurde fallengelassen. Am 21. September 2022 wurde Lane vom Hennepin County District Court zu drei Jahren Haft verurteilt.
Bei einer vorprozessualen Anhörung am 21. Juni 2022 lehnte Richter Cahill einen Antrag der Anwälte von Kueng und Thao auf einen Wechsel des Verhandlungsortes ab. Der Richter setzte den Beginn der Verhandlung am Hennepin County District Court auf den 24. Oktober 2022 fest. Am Morgen des 24. Oktober 2022, wenige Stunden vor Beginn des Auswahlverfahrens für die Geschworenen, bekannte sich Kueng der Anklage wegen Beihilfe zum Totschlag für schuldig. Er akzeptierte eine Haftstrafe von drei Jahren und sechs Monaten, die gleichzeitig mit seiner Bundesstrafe in einem Bundesgefängnis verbüßt werden sollte. Am 9. Dezember 2022 verurteilte Richter Cahill Kueng formell zu der vereinbarten Strafe.
In einem schriftlichen Schuldspruch vom 2. Mai 2023 befand Cahill Thao der Beihilfe zum Totschlag für schuldig. Cahill schrieb: „Thao unterstützte aktiv die gefährliche Niederdrückung (prone restraint) Floyds durch seine drei Kollegen, während er eine Menge besorgter Zuschauer zurückhielt“. Thao habe gewusst, dass Floyd „zu sprechen aufgehört hatte […], sich nicht mehr bewegte und überhaupt nicht mehr reagierte“. Am 7. August 2023 verurteilte Cahill Thao zu einer Haftstrafe von vier Jahren und neun Monaten, die gleichzeitig mit seiner Bundesstrafe zu verbüßen ist. Cahill führte aus, dass Thao nach seiner Auffassung weniger schuldig sei als Chauvin, aber mehr als Lane und Kueng. Er habe gehofft, dass Thao vor Gericht mehr Reue zeigen würde.

## Zivilverfahren
Die Familie von George Floyd reichte am 15. Juli 2020 eine Zivilklage gegen die Stadt Minneapolis sowie die vier an dem Polizeieinsatz beteiligten Beamten ein. In der Klageschrift hieß es, dass die handelnden Polizeibeamten die verfassungsmäßigen Rechte von George Floyd verletzt hätten und die Stadt ihre Bediensteten dazu verleitet habe, ohne Sorge vor strafrechtlichen Konsequenzen zu handeln. Insbesondere sei das Knien auf dem Hals eines Verdächtigen bei einer Festnahme verfassungswidrig. Die Stadt habe es zugelassen, dass in ihrer Polizeitruppe eine Kultur von exzessiver Gewalt und Rassismus Wurzeln schlug. Ziel der Klage war laut Ben Crump, dem Anwalt der Familie, mit einer hohen Entschädigungszahlung das finanzielle Risiko der Stadt so zu erhöhen, dass ihre Polizeikräfte zukünftig davon absehen, Angehörige von marginalisierten Gruppen zu töten. Zudem forderte die Familie die Ernennung eines Beauftragten, der zukünftig überwachen soll, dass die Polizeibeamten der Stadt ein ausreichendes Training erhalten.
Die Stadt Minneapolis einigte sich nach einstimmigem Beschluss des Stadtrats im März 2021 mit der Familie George Floyds auf einen Vergleich in Höhe von 27 Millionen Dollar.